# يانغ تشينغ
يانغ تشينغ (بالصينية: 杨程) (11 أكتوبر 1985 بتيانجين في الصين - ) هو لاعب كرة قدم صيني في مركز حراسة المرمى. لعب مع شاندونغ لونينغ وهيبي شينا فورشن.

## روابط خارجية
- يانغ تشينغ على موقع قاعدة بيانات كرة القدم.إي يو (الإنجليزية)
- يانغ تشينغ على موقع Soccerway.com (الإنجليزية)